# 葛西紀明
葛西 紀明（かさい のりあき、1972年6月6日 - ）は、北海道上川郡下川町出身のスキージャンプ選手。東海大学付属第四高等学校（現：東海大学付属札幌高等学校）から地崎工業（現：岩田地崎建設）、マイカル（現：イオンリテール）を経て、2018年02月現在は土屋ホームに選手兼任監督として所属。血液型はAB型。
16歳時の1988年より日本代表として国際大会に出場し、1992年アルベールビルオリンピックに19歳で初出場。以来、リレハンメル、長野、ソルトレイクシティ、トリノ、バンクーバー、ソチ、平昌と史上最多計8回の冬季オリンピックに出場。2001年下川町町民栄誉賞受賞。2016年ホルメンコーレン・メダル受賞。2005年度日本オリンピック委員会・選手強化キャンペーンのシンボルアスリート制度適用選手。
スキージャンプの選手としては異例ともいえる、約40年のキャリアを持ち、「スキー界のレジェンド」との異名をもつ。昭和時代から第一線で活躍し、昭和時代のW杯参戦・1980年代の世界選手権参戦ならびに、1992年アルベールビル五輪を知る最後の現役選手でもある。
2024年2月3日のスキージャンプTVh杯において、国内大会2年ぶりの優勝。全日本スキー連盟A級公認大会での50代勝利は異例とも言える快挙を成し遂げた。

## 経歴

### 高校時代まで
札幌オリンピックが開催された1972年に下川町で生まれ、同郷の嶋宏大や岡部孝信らの後を追うように10歳でジャンプを始める。すぐに才能を発揮し雪印杯全日本ジャンプ大会ジュニアの部などで優勝を重ね、中学3年時には宮様スキー大会のテストジャンパーとして成年組と同じ助走距離で優勝した東昭広の飛距離を上回るなど逸材として注目を浴びた。
東海大四高校1年時の1988/89シーズン、11月に札幌で開催されたスキージャンプ・ワールドカップに16歳6ヶ月の当時史上最年少で初出場。1月には第28回STVカップ国際スキージャンプ競技大会で国際大会初優勝。さらに当時の中村圭彦ジャンプ部長による抜擢で、2月にラハティ（ フィンランド）で開催された1989年ノルディックスキー世界選手権に16歳8ヶ月の日本人男子史上最年少出場。
高校2年生時の翌1989/90シーズンからワールドカップに本格参戦し、12月9日のレークプラシッド大会（ アメリカ合衆国）で初の一桁順位となる9位に入り、翌12月10日にそれを更新する7位。この他に2回7位に入り、シーズン個人総合は24位。
高校3年時の1990/91シーズンは最高18位でW杯ポイント（当時は15位まで）を獲得できなかった。

### 長野オリンピックシーズンまで
1991年（平成3年）に秋元正博らが所属する地崎工業（現：岩田地崎建設）に入社した。ちょうどこのシーズンはV字スタイルへの移行期に当たり、葛西も習得に手間取った。クラシカルスタイルで挑んだ1991/1992シーズン前半のW杯では札幌・大倉山大会で6位に入るなど前シーズンの不調から脱していたが、1月に日本ナショナルチーム全体の方針としてV字スタイルに転向、五輪初出場となった2月のアルベールビルオリンピック（ フランス）ではノーマルヒル31位、ラージヒル26位と振るわなかった（団体では4位入賞）。しかし、V字スタイルに慣れると再び成績も上昇し、2月29日に行われたワールドカップラハティ大会で3位に入り初めて表彰台に登ると、3月4日のエルンシェルツビク大会（ スウェーデン）では自己最高を更新する2位。さらに3月22日にハラホフ（ チェコスロバキア）で開催されたスキーフライング世界選手権（兼ワールドカップ K=180）で金メダルを獲得し、19歳9ヶ月のワールドカップ日本人最年少優勝記録（当時）を作った。スキーフライング世界選手権でのメダル獲得は日本人初、日本国外開催のW杯優勝は1980年（昭和55年）3月の秋元正博以来12年ぶり2人目である。
1992/1993シーズンは、年末年始のスキージャンプ週間では、第1戦オーベルストドルフ（ ドイツ）で3位、第2戦ガルミッシュ＝パルテンキルヒェン（ ドイツ）は、ジャンプ週間では1971/1972シーズンの笠谷幸生以来となる優勝を達成、第3戦インスブルック（ オーストリア）で3位、第4戦ビショフスホーフェン（ オーストリア）で2位と、4戦すべてで表彰台に登り、総合でもオーストリアのアンドレアス・ゴルトベルガーと激しく優勝を争い、総合2位となった。
このシーズンはV字スタイルを完全に習得し、前述のジャンプ週間を含むW杯3勝（準優勝1回、3位2回）をあげて総合3位となった活躍と、身体を平らにし、スキー板よりも前に放り出す深い前傾姿勢から、ジャンプの本場・欧州では「カミカゼ・カサイ」の異名を取る。
1993/1994シーズン、日本国内では大倉山ジャンプ競技場のバッケンレコードを大幅に更新するなど圧倒的な成績を残した。スキージャンプ週間では2度表彰台に立ち、総合4位。ワールドカップでも、1月9日のムーラウ大会（ オーストリア）で秋元を抜いて日本人単独1位となる通算5勝目をあげた。2月のリレハンメルオリンピック（ ノルウェー）ではノーマルヒルで5位入賞、団体戦で銀メダルを獲得した。
1994/1995シーズン開幕前の11月24日にノルウェー合宿で転倒し鎖骨を骨折、1月に復帰して8日の雪印杯に出場したものの、直後の11日に再び転倒して同じ個所を痛め、結局このシーズンはワールドカップ、世界選手権には1試合も出場できず、葛西の代役として船木和喜がワールドカップにデビューしていきなり優勝、スターダムにのし上がった。
1995/1996シーズンは2シーズンぶりにワールドカップに復帰し、表彰台登壇は無かったがインスブルックで9位に入った。
1996/1997シーズン、1月26日に白馬ジャンプ競技場で開催されたラージヒルで2位に入り、3シーズンぶりの表彰台に登る。
1997/1998シーズンは11月29日のワールドカップリレハンメル大会で3位に入り、その後も1桁順位を続ける幸先の良いスタートを切ったが、12月30日にチームで興じていたサッカー中に原田雅彦にたまたま足を蹴られ、左足首捻挫を負う。長野オリンピックでは、2月11日の個人ノーマルヒルでは7位入賞を果たすも、2月15日の個人ラージヒルでは上記の怪我の影響もあって出場メンバーから外され、さらに翌16日に発表された団体メンバーからも外される。だが個人入賞ということもあって、直後のテレビ番組や式典では金メダルを獲得した団体メンバーとともに出演するなど悔しい思いをし、悔しさは今でも競技を続ける原動力の一つだと話している。その後、3月に行われたワールドカップでは22日のプラニツァ大会（ スロベニア）で4シーズンぶりの優勝を果たすなど、3度表彰台に登り復活した。同月には所属していた地崎工業のスキー部が廃部となり、マイカル（現：イオンリテール）へ移籍した。

### バンクーバーオリンピックシーズンまで
1998/1999シーズンはジャンプ週間で第3戦インスブルックでの優勝を含む3度表彰台に登り（残り1戦も4位）、フィンランドのヤンネ・アホネン、ドイツのマルティン・シュミットらと総合優勝を争い、1992/1993シーズン以来の総合2位入賞。ジャンプ週間を含むワールドカップでは6勝（準優勝1回、3位7回、1シーズン6勝は2018-19シーズンに小林陵侑が更新するまで日本勢男子最多）をあげて自己最高タイの総合3位に入った。1試合平均の獲得ポイントは55.28（合計1603点/29試合）で、これは現スコア方式の1993/1994シーズン以降では自己最高である。ラムサウ（ オーストリア）で開催された世界選手権にも3大会ぶりに出場し、団体戦で自身初のメダルとなる銀メダルを獲得した。
1999/2000シーズンは、シングルは複数回記録したものの、前シーズンから一転して個人表彰台は一度も無かった。
2000/2001シーズンは年末年始のスキージャンプ週間でガルミッシュ＝パルテンキルヒェン大会での1勝を含む3戦連続表彰台に登るなど好調で、ワールドカップシーズン個人総合で4位に入った。
2001/2002シーズンは、10月に所属していたマイカルが廃部したため土屋ホームに移籍。ワールドカップでは五輪直前に開催された地元札幌大会で3位に入ったが、2月のソルトレークシティオリンピック（ アメリカ合衆国）では個人2種目とも40位台と振るわず、団体戦には出場できなかった。
2002/2003シーズンは1月までのワールドカップでは2度の9位が最高だったが、2月9日のヴィリンゲン大会（ ドイツ）で優勝を飾ると、直後にヴァル・ディ・フィエンメ（ イタリア）で開催された世界選手権で初めて個人戦のメダル（銅2個）を獲得。団体戦の銀メダルと合わせて出場全種目でメダルを獲得した。
2003/2004シーズンはワールドカップ序盤より度々シングルを記録し、1月25日の札幌大会でシーズン初表彰台となる2位。2月28日にパークシティ大会（ アメリカ合衆国）で優勝し、31歳7ヶ月の最年長優勝記録（当時、2009年3月10日に岡部孝信に更新されるまで）を樹立した。シーズン総合でも3シーズンぶりの1桁順位となる8位。
2005年、マッチ・ニッカネンらを指導したフィンランド人のカリ・ユリアンティラが、日本チームのヘッドコーチに就任。ユリアンティラの厳しい指導に対し、過去の実績のプライドから初めは強く反発したが、徐々にアドバイスを聞き入れるようになり、その結果助走スピードや飛距離が向上した。
2006年トリノオリンピック（ イタリア）では全種目に出場。
世界選手権では2007年札幌大会、2009年リベレツ大会（ チェコ）で団体戦の銅メダルを2大会連続で獲得。
2009年4月6日、所属する土屋ホームスキー部の監督に就任することとなり、日本スキー界としては異例となるプレーイング・マネージャーとなった。
2010年2月、6大会連続出場したバンクーバーオリンピック（ カナダ）でも全種目に出場。ラージヒル個人では、1本目121.5mの21位から2本目に135mの大飛躍で順位を上げて8位入賞。団体ではアンカーを務めて5位入賞。

### ソチオリンピックシーズンまで
2010/2011シーズンは、開幕の団体戦で3位に入った。個人戦の最高成績は1月23日ザコパネ大会（ ポーランド）での5位。2011/2012シーズンは、ジャンプ週間よりW杯メンバー入りし、1月28日札幌大会の15位が最高成績だった。
2012年11月15日、フィンランド航空は、葛西紀明選手兼監督および、葛西選手率いるTEAM TSUCHIYAを公式サポートした。2009年よりフィンエアーは公式サポートしており、今期で4シーズンとなる。2012/2013シーズンは、5試合で10位以内に入った。最高成績は3月22日と24日のプラニツァ大会スキーフライングでの4位。
2013/2014シーズン、12月15日のワールドカップ・ティティゼー・ノイシュタット大会（ ドイツ）で3位入賞し、W杯史上最年長（41歳6か月9日）での表彰台登壇を達成。年末年始のジャンプ週間で4戦全てで一桁順位に入り総合5位となった後、2014年1月11日、バートミッテルンドルフ（ オーストリア）で行われた個人第13戦スキーフライングで10シーズンぶりに優勝し、スキージャンプ・ワールドカップ史上最年長優勝（41歳7ヶ月5日）を達成した。翌12日の個人第14戦スキーフライングでも3位、25日の個人第17戦札幌でも3位に入り、スキージャンプ・ワールドカップ史上最年長表彰台記録（41歳7ヶ月19日）を更新した。
2月のソチオリンピック（ ロシア）では夏季・冬季通じて史上最年長で日本選手団主将を務める。2月9日、最初の競技となったノーマルヒル個人では、1本目101.5mで、1回目首位のカミル・ストッフと10.8点差、3位のペテル・プレヴツとは3.6点差の131.2点の8位で2本目に進んだが、2回目に上位陣を上回ることが出来ずそのまま7位で終了した。同月15日に行われたラージヒル個人では、1回目139mを飛び、飛距離は1回目1位のストッフと同じだったが、着地で後ろ足がやや流れた葛西の方が飛型点が1.5点低く、また向かい風による減点も葛西の方が大きかったために、計2.8ポイント差の2位となり、2回目は133.5mを飛びストッフの距離を1m上回ったことで、2回目のポイントだけならばストッフを上回ったものの、1回目の得点差を覆すまでに至らずそのまま2位に終わる。それでも、1994年リレハンメルオリンピックでの団体銀メダル以来20年ぶり、個人としてはオリンピック7度目の出場で初のメダルとなる銀メダルを獲得した。日本ジャンプ勢のオリンピックでのメダル獲得は1998年長野オリンピックでの船木和喜・原田雅彦以来16年ぶりのことであり、41歳254日でのメダル獲得は、冬季五輪に於ける日本人最年長記録となったほか、冬季五輪ジャンプ競技に限れば1948年サンモリッツオリンピックに於いて「36歳168日」で銀メダルを獲得したビルゲル・ルート（ ノルウェー）以来約66年ぶりの世界最年長記録更新となった。同月17日、清水礼留飛、竹内択、伊東大貴と出場した団体ラージヒルでも銅メダルを獲得した。団体での合計得点はメダル獲得チームの選手中で最高だった（全体で4番目）。このメダル記録により葛西は、更新したばかりの最年長メダル記録を「41歳256日」と僅かながら更に更新したが、この日本勢最年長メダル記録は2022年北京オリンピックで石崎琴美が43歳1か月で更新している。
五輪後最初に行われた2月26日のW杯ファルン大会（ スウェーデン）では3位に入ったが右膝を負傷した。次の第22戦1試合のみ欠場したが、第23戦より復帰すると、3月7日の第25戦トロンハイム大会で再び3位入賞してW杯最年長表彰台記録を41歳9か月4日に更新。3月15日にハラホフ（ チェコ）で開幕したスキーフライング世界選手権では、個人の初日2本で3位と1ポイント差の4位につけた。2日目の後半2本は強風のため中止になったため順位を上げることはできなかったが、4位は1992年大会の優勝に次ぐ好成績。その後も3月23日のW杯シーズン最終戦プラニツァ大会まですべての試合でトップ10入りを達成。このシーズンは個人開幕戦で27位になった後は、出場した22戦全てでトップ10入りし、個人総合成績で10シーズンぶりの一桁順位となる5位入賞を達成。
2014年4月1日、1992年アルベールビルオリンピックから2014年ソチオリンピックまでの計7回の冬季五輪最多出場記録、2014年1月11日に41歳219日で達成したワールドカップ最年長優勝記録、同年2月17日に41歳256日で達成した冬季オリンピックスキージャンプ競技最年長メダリストの3つの記録がギネス世界記録に認定された。

### 平昌オリンピックシーズンまで
2014/2015シーズン、11月22日のW杯シーズン開幕戦のクリンゲンタール大会（ ドイツ）団体戦で準優勝すると、翌日の個人第1戦でも6位に入る幸先の良いスタートを切った。28日にルカ（ フィンランド）で開催された第2戦で3位に入り、シーズン初表彰台。この試合では伊東大貴も2位に入っており、日本勢のW表彰台は2006年1月の札幌大会以来となった。翌日の第3戦では1本目で最長不倒の145mでトップに立つと、2本目は風に恵まれず131.5mだったがトップは譲らず、スイスのシモン・アマンとの同点で通算17勝目をあげ、自身の持つW杯最年長優勝記録を42歳5か月に更新した。ジャンプ週間では前半の2戦で連続8位、第3戦インスブルックでまたもアマンと同点の3位、第4戦ビショフスホーフェンでは2位と4戦全てでトップ10入りし、総合成績で前シーズンを上回る4位となった。
その後2月7日の第21戦ティティゼーノイシュタット大会（ ドイツ）まで出場17戦連続でトップ10入りしたのち、2月14日の第23戦ヴィケルスン大会（ ノルウェー）スキーフライングで3位に入り、10戦ぶりの表彰台。2月18日に開幕した世界選手権では混合団体で銅メダルを獲得したものの、自身のジャンプは不調に陥り、個人戦ではトップ10入りを逃した。世界選手権後のW杯で復調し、第29戦ホルメンコーレンスキー大会で2位になり最年長表彰台記録を42歳282日に更新。最終的に総合成績で6位となり2シーズン連続のトップ10入りを果たした。
2015-16シーズンは11月22日にクリンゲンタールでのW杯個人開幕戦で5位スタート。その後は調子が上がらなかったため今季は表彰台獲得は厳しいと感じていたが、12月19日の第6戦エンゲルベルク大会（ スイス）では1本目12位ののち、2回目のジャンプでプレヴツ兄弟に続く3位に順位をあげ、シーズン初表彰台。ジャンプ週間は第1戦オーベルストドルフでの5位が最高で全4戦の総合では日本人トップの7位となり、3シーズン連続でトップ10入りした。
FISスキーフライング世界選手権で5位入賞をしたのち、1月31日のW杯札幌大会から3戦連続の3位入賞を達成。3月4日のヴィスワ（ ポーランド）大会でも3位に入り、自身の持つW杯最年長表彰台記録を43歳272日に更新した。3月17日の第27戦プラニツァ大会スキーフライングで、出場試合数がW杯個人で史上初めて500試合に到達。主催者の計らいにより500番のゼッケンをつけて競技を行った（結果は6位）。シーズン総合成績は3シーズン連続のトップ10入りとなる8位。また、シーズン中の2月にスキー界で最も権威がある賞の一つと言われているホルメンコーレン・メダルを受賞した（日本人では荻原健司、船木和喜に続き3人目）。
2016-17シーズンは、11月25日に行われたルカ（ フィンランド）でのW杯開幕戦は18位。1月4日に行われたジャンプ週間第3戦インスブルックで、ジャンプ週間通算100試合出場を達成し、主催者より記念ゼッケンが贈られた。この試合でシーズン最高の10位となった。その後は調子が上がらず、ラハティでの世界選手権を含めて表彰台登壇が無かったが、3月19日にビケルスンで行われたスキーフライングにおいて1回目5位につけた後、2回目で2位に順位を上げ、シーズン初めて表彰台登壇を果たし、W杯最年長表彰台記録を44歳9か月に更新した。次戦3月24日、プラニツァでのスキーフライングでも4位、26日の最終戦で3位となりW杯最年長表彰台記録をさらに更新してシーズンを終えた。総合順位はトップ10入りは逃したもののこのシーズンも日本勢トップの15位。
2017-18シーズンは小林潤志郎、小林陵侑兄弟が台頭してきたが、全日本選手権ラージヒルで2人を破り優勝。W杯は12月10日のティティゼー・ノイシュタット大会で10位となりシーズン初のトップ10入り。ジャンプ週間は不振だったが、1月13日に開催されたバート・ミッテルンドルフ大会（ オーストリア）スキーフライングで今季最高の5位となった。また、同日にオーストリアスキー連盟により、かつてのライバルのゴルドベルガーやシュリーレンツァウアーなど約600名が出席して、葛西の功績を称える祝賀会が開催された。
平昌オリンピック開会式で日本選手団の旗手を務めた。2月10日のノーマルヒルでは104.5m、99mで21位。17日のラージヒルは121mと伸び悩み、2回目に進めず33位だった。
W杯シーズン個人総合は26位で、日本勢では3番目だった。

### 2022年北京オリンピックシーズンまで
2018-19シーズンもW杯メンバーに選出。12月16日の第7戦エンゲルベルク大会で30位に入り、今シーズン初めてW杯ポイントを獲得した。この試合以外は不調でポイント獲得できない試合が続いていたが、1月27日の第16戦札幌大会でシーズン自己最高の7位に入り、W杯史上最年長トップ10入り記録を更新した。しかし、葛西以外の日本勢が葛西を上回るW杯ポイントを獲得していたため、世界選手権の代表には選出されなかった。シーズン総合成績は37位。このシーズンは、葛西自らが土屋ホームにスカウトした教え子の小林陵侑が日本人男子初のスキージャンプW杯総合優勝を達成した。
2019-20シーズンはサマーグランプリ白馬大会でポイントを得られず、夏のコンチネンタルカップに初めて参戦した。W杯メンバーには開幕戦から選出され2019/20昭和、平成、令和での3元号でのW杯出場になるが、5試合連続でポイント獲得がならず、ジャンプ週間への出場を逃しコンチネンタルカップに回った。W杯札幌大会では1日目予選敗退、2日目36位で終わり、W杯本選は3試合出場にとどまり、ポイントを得ることができずシーズンを終了した。
2020-21シーズンは、コロナ禍でW杯メンバーの入れ替えが限定され、札幌で行われる予定であったコンチネンタルカップやW杯が中止となる中でポイントを獲得すべく、コンチネンタルカップエンゲルベルク大会に参戦したが、2日とも2回目に進めずポイントを獲得できなかった。W杯に1試合も出場できなかったのは故障により欠場した1994-95シーズン以来26シーズンぶり。国内戦では札幌オリンピック記念の3位タイが最高であった。
2021-22シーズンは、W杯遠征メンバーの選考を兼ねたシーズン序盤の国内戦で結果を残せず、メンバー入りを逃したことにより、北京オリンピックへの出場を逃し、オリンピック連続出場が途絶えることになったが、50代での現役続行と2026年五輪及び2030年五輪を目標とすることを宣言している。2022年1月、HTB杯で3位に入り、前シーズン以来10か月ぶりで今シーズン初めての表彰台登壇を果たした。同月の雪印メグミルク杯全日本ジャンプ大会で1回目2位から2回目に逆転し、2017年全日本選手権以来4シーズンぶりとなる優勝を果たした。北京オリンピックでは、フジテレビ系の放送にコメンテーターとして現地から出演。男子ノーマルヒルでは会場で観戦し、教え子の小林陵侑が金メダルを獲得したことに「目の前で、愛弟子がもう、金とれるなんて幸せですね。嬉しいです」と喜んだ。

### 2026年ミラノ・コルティナダンペッツォオリンピックシーズンまで
2023-24シーズンは、2024年1月20日、21日の札幌・大倉山で行われたコンチネンタルカップに出場し、ポイントを獲得、2月16日から18日に行われる札幌・大倉山のワールドカップに出場する権利を得て、2019-20シーズン以来4季ぶりに代表選手に復帰した。2月17日の第19戦で30位に入り最年長ポイント獲得記録を更新しただけでなく、第23戦以降の代表遠征メンバー復帰も決めた。そのままシーズン終了まで代表遠征メンバーとしてワールドカップに出場し、3月3日のラハティ（28位）、3月17日のヴィケルスン（27位）、3月22日のプラニツァ（29位）でポイント獲得、2月3日のラハティ（5位）、3月23日のプラニツァ（4位）では団体戦にも出場した。シーズン終了後の4月17日にはワールドカップ最年長ポイント獲得記録と2016-17シーズンのワールドカップ最年長表彰台記録がギネス世界記録に新たに認定された。
2024-25シーズンは、コンチネンタルカップのメンバーとして世界を転戦した。札幌のワールドカップでは、1戦目は予選不通過であったが、2戦目は本戦に出場し、自身の持つワールドカップ出場回数の世界記録を更新した。国内戦では2勝し、3位でも2回表彰台に立った。

## 世界記録
太字はギネス世界記録に認定された記録。
| 記録                   | 達成                                             |
| ---------------------- | ------------------------------------------------ |
| 団体出場               | 73                                               |
| 個人出場               | 579                                              |
| 通算出場               | 652                                              |
| トップ30位入り         | 466                                              |
| 個人ポイント獲得試合   | 451                                              |
| 出場シーズン           | 33                                               |
| ポイント獲得シーズン   | 29                                               |
| 異なる10年で出場       | 1980年代、1990年代、2000年代、2010年代、2020年代 |
| 最長キャリア           | 36年 + 61日                                      |
| 初優勝と最終優勝の期間 | 22年 + 252日                                     |
| 最年長優勝             | 42歳 + 176日                                     |
| 最年長個人表彰台       | 44歳 + 293日                                     |
| 最年長団体表彰台       | 46歳 + 276日                                     |
| 最年長トップ10入り     | 46歳 + 235日                                     |
| 最年長ポイント獲得     | 51歳 + 290日                                     |
| 最年長出場             | 52歳 + 255日                                     |

| 記録             | 達成         |
| ---------------- | ------------ |
| 最年長メダリスト | 42歳 + 261日 |
| 最多出場         | 13           |
| 団体出場         | 17           |
| 個人出場         | 25           |
| 通算出場         | 42           |

| 記録                 | 達成         |
| -------------------- | ------------ |
| 最年長個人メダリスト | 41歳 + 254日 |
| 最年長団体メダリスト | 41歳 + 256日 |
| 最多出場             | 8            |
| 団体出場             | 6            |
| 個人出場             | 15           |
| 通算出場             | 21           |

| 記録       | 達成         |
| ---------- | ------------ |
| 最多出場   | 11           |
| 個人出場   | 11           |
| 最年長出場 | 45年 + 228日 |

## 人物・プレースタイル
- 両親と姉、妹のいる5人家族の長男。1997年に母を火災で亡くしており、母の命日とお盆、ワールドカップ遠征前は必ず墓参している[41]。妹は1993年に難病の再生不良性貧血になり、一旦臍帯血治療で克服し、2003年に結婚したものの、2013年に再発、葛西は同シーズン中にも2度病院に駆けつけた。ソチオリンピック直前には妹からLINEで「絶対メダル取れるから何も心配せずに飛んで」と伝えられたという。「妹のために」は葛西の口癖で[42]、冬季五輪で金メダルという目標も、当初は妹を勇気づけるのが目的だったという[43]。また自身の心の支えとなった歌としてかぐや姫の「妹」を挙げていた[44]。しかし治療の甲斐なく、妹は2015年5月には意識不明になり、2016年1月13日に意識が戻らぬまま帰らぬ人となった。葬儀は遠征中だった葛西の帰国を待って19日に行われ、翌20日にブログでファンに報告した[45]。
- ジャンプ時の空中姿勢は、身体をスキー板より前に出るほど深く前傾させる。そのダイナミック且つスリリングな独特のフォームはジャンプの本場・欧州で人気があり、ワールドカップ総合3位に入った1992/1993シーズン頃から「KAMIKAZE・KASAI（カミカゼ・カサイ）と呼ばれて、このネーミングは2014年に「レジェンド」に取って代わられるまで、長年葛西のキャッチコピーとして定着していた[6]。その後もフォームの改良を続け、現在は手は体につけずに広げて、掌で風を受けて飛ぶムササビのようなスタイルになっている[46]。
- 年齢が30代後半に達して以降も第一線で競技を続ける選手は、当時のスキージャンプ界では異例のことであり、この頃からヨーロッパで敬意をこめて「レジェンド」と呼ばれるようになった[47][48]。2014年1月11日にワールドカップ史上最年長優勝を達成した際には、日本以外の多数の選手・コーチから、とりわけワールドカップ史上最多勝記録を持つグレゴア・シュリーレンツァウアーからは脱帽しての最敬礼での祝福を受けたほか、競技会場・オーストリアの地元紙は複数が1面トップでこれを報じ[49]、ドイツ公共放送連盟（ARD）は、「『驚異』という言葉はこれからは『カサイ』にすべき」と賞賛した[50]。翌シーズンの2014年11月28日に最年長優勝記録をさらに更新した際にはシュリーレンツァウアーは「エアーニッポン」と称賛した[51]。
- 葛西がW杯個人戦通算500試合出場を達成した2016年3月17日のプラニツァ大会では500試合出場を記念し、金色のワシがあしらわれた「500番」のゼッケンが用意され、葛西がこれをつけて競技を行い、1回目のジャンプが終わった後、2万人の観客が会場アナウンスに合わせて日本語で「ありがとう」と祝福した[52][53]。会場にはジャンプが盛んな欧州のメディアに加え、葛西だけのためにカナダのメディアも訪れ、葛西は競技直後に取材ゾーンで20数社の取材を受けた。オーストリアのクローネ紙は葛西の500試合出場達成に対し、「日本の奇跡のワシは、どうも永遠に若いままでいるようだ」と評した[54]。
- シーズン中のベスト体重は60kg程度（TEAM TSUCHIYAのプロフィールでは59kg[55]、JOCのプロフィールでは62kg[56]となっている）。減量のために断食することもしばしば[57]。ただ減量し過ぎるとスキージャンプ界のいわゆる「BMIルール」に引っかかり失格の恐れが出てくるため、一定の体重を維持することにも気を使うという。
- 2014年現在の所属である土屋ホームとはプロ契約ではなく、一般の社員として雇用されている。そのため、シーズンオフには一社員として同社のモデルハウスでのサイン会・握手会などの販促業務をこなしている。2014年2月にはソチ五輪銀メダルの功績により、同社住宅部長に昇進した[58]。また同年6月には土屋ホームから、葛西プロデュースの戸建住宅「土屋LEGEND 葛西MODEL 2014」が発売された[59]。
- 2014年2月まで独身であったが、ソチオリンピックで銀メダルを獲得した直後の2月22日に一般女性と結婚した[60]。平昌オリンピックには家族同伴で挑みたいとしている[61]。長期の海外遠征ともなると、独身生活で身につけた手料理を後輩に振る舞う[62]。2018年には、約100坪の敷地に2階建ての自宅を新築し、フィンランド式サウナも備え付けた[63]。
- 自身のブログでは絵文字を多用する。
- B'zのファンである[64]。また、女優・相武紗季のファンであると公言している。2009年に放映されたドラマ『ブザー・ビート〜崖っぷちのヒーロー〜』を見てファンになった[65]。スティーヴン・セガールのファンでもある[66]。
- 2014年に第27回日本メガネベストドレッサー賞・スポーツ部門に選出された[67]。また、同年にW杯最年長優勝とオリンピックメダル獲得を達成したことで「レジェンド」の異名が日本国内でも広まり、2014年新語・流行語大賞で「レジェンド」がトップテン入りした[68]。
- 趣味はゴルフ、釣り、ワイン[69]。好物は地元下川町にある喫茶店アポロのナポリタン、やない菓子舗の生クリームあんぱん[70]。

## 主な競技成績

### 国際大会

#### 冬季オリンピック
- 冬季五輪史上最多出場 - 8回（1992年 - 2018年）
- スキージャンプ競技個人種目史上最年長メダリスト - 41歳254日（2014年ラージヒル個人）
- スキージャンプ競技史上最年長メダリスト - 41歳256日（2014年ラージヒル団体）
- 1992年アルベールビルオリンピック（ フランス）
  - 個人ノーマルヒル 31位
  - 個人ラージヒル 26位
  - 団体ラージヒル 4位（上原子次郎、原田雅彦、葛西紀明、須田健仁）
- 1994年リレハンメルオリンピック（ ノルウェー）
  - 個人ノーマルヒル 5位
  - 個人ラージヒル 14位
  - 団体ラージヒル 銀メダル（西方仁也、岡部孝信、葛西紀明、原田雅彦）
- 1998年長野オリンピック（ 日本）
  - 個人ノーマルヒル 7位
- 2002年ソルトレークシティオリンピック（ アメリカ合衆国）
  - 個人ノーマルヒル 49位
  - 個人ラージヒル 41位
- 2006年トリノオリンピック（ イタリア）
  - 個人ノーマルヒル 20位
  - 個人ラージヒル 12位
  - 団体ラージヒル 6位（伊東大貴、一戸剛、岡部孝信、葛西紀明）
- 2010年バンクーバーオリンピック（ カナダ）
  - 個人ノーマルヒル 17位
  - 個人ラージヒル 8位
  - 団体ラージヒル 5位（伊東大貴、竹内択、栃本翔平、葛西紀明）
- 2014年ソチオリンピック（ ロシア）
  - 個人ノーマルヒル　8位
  - 個人ラージヒル 銀メダル
  - 団体ラージヒル 銅メダル（清水礼留飛、竹内択、伊東大貴、葛西紀明）
- 2018平昌オリンピック（ 韓国）
  - 個人ノーマルヒル 21位
  - 個人ラージヒル 33位
  - 団体ラージヒル 6位（竹内択、伊東大貴、葛西紀明、小林陵侑）

#### 世界選手権
- 史上最多出場 - 13回（1989年 - 2017年）
- 1989年ラハティ大会（ フィンランド）
  - 個人ノーマルヒル 54位
  - 個人ラージヒル 57位
  - 団体ラージヒル 15位 (清水貞雄、東輝、葛西紀明)
- 1991年ヴァル・ディ・フィエンメ大会（ イタリア）
  - 個人ラージヒル 36位
  - 団体ラージヒル 11位（葛西紀明、東和広、竹内卓哉、原田雅彦）
- 1993年ファルン大会（ スウェーデン）
  - 個人ノーマルヒル 10位
  - 個人ラージヒル 7位
  - 団体ラージヒル 5位（須田健仁、岡部孝信、葛西紀明、原田雅彦）
- 1999年ラムサウ大会（ オーストリア）
  - 個人ノーマルヒル 5位
  - 個人ラージヒル 10位
  - 団体ラージヒル 銀メダル（葛西紀明、宮平秀治、原田雅彦、船木和喜）
- 2001年ラハティ大会（ フィンランド）
  - 個人ノーマルヒル 8位
  - 個人ラージヒル 19位
  - 団体ノーマルヒル 4位（宮平秀治、岡部孝信、葛西紀明、原田雅彦）
  - 団体ラージヒル 4位（宮平秀治、吉岡和也、原田雅彦、葛西紀明）
- 2003年ヴァル・ディ・フィエンメ大会（ イタリア）
  - 個人ノーマルヒル 銅メダル
  - 個人ラージヒル 銅メダル
  - 団体ラージヒル 銀メダル（船木和喜、東輝、宮平秀治、葛西紀明）
- 2005年オーベルストドルフ大会（ ドイツ）
  - 個人ノーマルヒル 21位
  - 個人ラージヒル 36位
  - 団体ノーマルヒル 9位（岡部孝信、伊東大貴、東輝、葛西紀明）
  - 団体ラージヒル 10位（岡部孝信、宮平秀治、東輝、葛西紀明）
- 2007年札幌大会（ 日本）
  - 個人ノーマルヒル　34位
  - 個人ラージヒル　24位
  - 団体ラージヒル　銅メダル（栃本翔平、岡部孝信、伊東大貴、葛西紀明）
- 2009年リベレツ大会（ チェコ）
  - 個人ノーマルヒル　30位
  - 個人ラージヒル　32位
  - 団体ラージヒル　銅メダル（栃本翔平、岡部孝信、伊東大貴、葛西紀明）
- 2011年オスロ大会（ ノルウェー）
  - 個人ノーマルヒル　26位
  - 個人ラージヒル　24位
  - 団体ノーマルヒル　5位（湯本史寿、竹内択、葛西紀明、伊東大貴）
  - 団体ラージヒル　6位（竹内択、湯本史寿、葛西紀明、伊東大貴）
- 2013年ヴァル･ディ･フィエンメ大会（ イタリア）
  - 個人ノーマルヒル　35位
  - 個人ラージヒル　22位
  - 団体ラージヒル 5位（清水礼留飛、葛西紀明、伊東大貴、竹内択）
- 2015年ファールン大会（ スウェーデン）
  - 個人ノーマルヒル 35位
  - 混合団体ノーマルヒル　銅メダル（高梨沙羅、葛西紀明、伊藤有希、竹内択）
  - 個人ラージヒル 11位
  - 団体ラージヒル 4位（小林潤志郎、伊東大貴、竹内択、葛西紀明）
- 2017年ラハティ大会（ フィンランド）
  - 個人ノーマルヒル 28位
  - 個人ラージヒル 32位
  - 団体ラージヒル 7位（竹内択、小林陵侑、葛西紀明、伊東大貴）

#### フライング世界選手権
- 1990年ヴィケルスン大会（ ノルウェー）
  - 個人 23位
- 1992年ハラホフ大会（ チェコスロバキア）
  - 個人 金メダル
- 1994年プラニツァ大会（ スロベニア）
  - 個人 19位
- 1996年バート・ミッテルンドルフ大会（ オーストリア）
  - 個人 24位
- 2000年ヴィケルスン大会（ ノルウェー）
  - 個人 5位
- 2004年プラニツァ大会（ スロベニア）
  - 個人 24位
  - 団体 5位（東輝、伊東大貴、宮平秀治、葛西紀明）
- 2008年オーベルストドルフ大会（ ドイツ）
  - 個人 35位
  - 団体 7位（伊東大貴、葛西紀明、竹内択、栃本翔平）
- 2010年プラニツァ大会（ スロベニア）
  - 個人 12位
- 2014年ハラホフ大会（ チェコ）
  - 個人 4位
- 2016年バート・ミッテルンドルフ大会（ オーストリア）
  - 個人 5位
- 2018年オーベルストドルフ大会（ ドイツ）
  - 個人 25位

#### ワールドカップ
- 通算17勝（日本男子歴代2位）2位13回、3位33回 - 2020年3月13日時点
- 団体戦3勝、2位4回、3位10回
- W杯最年長優勝（2014年11月30日、42歳176日）
- W杯最年長表彰台（2017年3月26日、44歳293日）
- W杯個人戦最多出場（579） - 2024-25シーズン終了時点

| 個人総合成績 （総合：W杯シーズン個人総合、4H：スキージャンプ週間総合、SF：スキーフライングW杯） | 個人総合成績 （総合：W杯シーズン個人総合、4H：スキージャンプ週間総合、SF：スキーフライングW杯） | 個人総合成績 （総合：W杯シーズン個人総合、4H：スキージャンプ週間総合、SF：スキーフライングW杯） | 個人総合成績 （総合：W杯シーズン個人総合、4H：スキージャンプ週間総合、SF：スキーフライングW杯） | 個人総合成績 （総合：W杯シーズン個人総合、4H：スキージャンプ週間総合、SF：スキーフライングW杯） | 個人総合成績 （総合：W杯シーズン個人総合、4H：スキージャンプ週間総合、SF：スキーフライングW杯） | 個人総合成績 （総合：W杯シーズン個人総合、4H：スキージャンプ週間総合、SF：スキーフライングW杯） | 個人総合成績 （総合：W杯シーズン個人総合、4H：スキージャンプ週間総合、SF：スキーフライングW杯） |
| シーズン                                                                                        | 総合                                                                                            | 4H                                                                                              | SF                                                                                              | 優勝                                                                                            | 準優勝                                                                                          | 3位                                                                                             | 備考                                                                                            |
| ----------------------------------------------------------------------------------------------- | ----------------------------------------------------------------------------------------------- | ----------------------------------------------------------------------------------------------- | ----------------------------------------------------------------------------------------------- | ----------------------------------------------------------------------------------------------- | ----------------------------------------------------------------------------------------------- | ----------------------------------------------------------------------------------------------- | ----------------------------------------------------------------------------------------------- |
| 1988/89                                                                                         | —                                                                                               | —                                                                                               |                                                                                                 | 0回                                                                                             | 0回                                                                                             | 0回                                                                                             | 最高順位26位                                                                                    |
| 1989/90                                                                                         | 24位                                                                                            | 19位                                                                                            | 0回                                                                                             | 0回                                                                                             | 0回                                                                                             | 最高順位7位                                                                                     |                                                                                                 |
| 1990/91                                                                                         | —                                                                                               | —                                                                                               | —                                                                                               | 0回                                                                                             | 0回                                                                                             | 0回                                                                                             | 最高順位18位                                                                                    |
| 1991/92                                                                                         | 9位                                                                                             | —                                                                                               | 7位                                                                                             | 1回                                                                                             | 1回                                                                                             | 1回                                                                                             |                                                                                                 |
| 1992/93                                                                                         | 3位                                                                                             | 2位                                                                                             | —                                                                                               | 3回                                                                                             | 1回                                                                                             | 2回                                                                                             |                                                                                                 |
| 1993/94                                                                                         | 6位                                                                                             | 4位                                                                                             | 19位                                                                                            | 1回                                                                                             | 1回                                                                                             | 2回                                                                                             |                                                                                                 |
| 1994/95                                                                                         | —                                                                                               | —                                                                                               | —                                                                                               | 0回                                                                                             | 0回                                                                                             | 0回                                                                                             | 出場無し                                                                                        |
| 1995/96                                                                                         | 36位                                                                                            | 10位                                                                                            | 26位                                                                                            | 0回                                                                                             | 0回                                                                                             | 0回                                                                                             | 最高順位9位                                                                                     |
| 1996/97                                                                                         | 17位                                                                                            | 24位                                                                                            | 23位                                                                                            | 0回                                                                                             | 1回                                                                                             | 0回                                                                                             |                                                                                                 |
| 1997/98                                                                                         | 10位                                                                                            | 24位                                                                                            | 13位                                                                                            | 1回                                                                                             | 1回                                                                                             | 2回                                                                                             |                                                                                                 |
| 1998/99                                                                                         | 3位                                                                                             | 2位                                                                                             | 2位                                                                                             | 6回                                                                                             | 1回                                                                                             | 7回                                                                                             |                                                                                                 |
| 1999/00                                                                                         | 15位                                                                                            | 20位                                                                                            | 10位                                                                                            | 0回                                                                                             | 0回                                                                                             | 0回                                                                                             | 最高順位5位                                                                                     |
| 2000/01                                                                                         | 4位                                                                                             | 12位                                                                                            | 8位                                                                                             | 1回                                                                                             | 2回                                                                                             | 1回                                                                                             |                                                                                                 |
| 2001/02                                                                                         | 23位                                                                                            | 31位                                                                                            |                                                                                                 | 0回                                                                                             | 0回                                                                                             | 1回                                                                                             |                                                                                                 |
| 2002/03                                                                                         | 13位                                                                                            | 23位                                                                                            | 1回                                                                                             | 0回                                                                                             | 0回                                                                                             |                                                                                                 |                                                                                                 |
| 2003/04                                                                                         | 8位                                                                                             | 8位                                                                                             | 1回                                                                                             | 1回                                                                                             | 1回                                                                                             |                                                                                                 |                                                                                                 |
| 2004/05                                                                                         | 16位                                                                                            | 11位                                                                                            | 0回                                                                                             | 0回                                                                                             | 0回                                                                                             | 最高順位5位                                                                                     |                                                                                                 |
| 2005/06                                                                                         | 21位                                                                                            | 9位                                                                                             | 0回                                                                                             | 0回                                                                                             | 0回                                                                                             | 最高順位4位                                                                                     |                                                                                                 |
| 2006/07                                                                                         | 26位                                                                                            | 34位                                                                                            | 0回                                                                                             | 0回                                                                                             | 1回                                                                                             |                                                                                                 |                                                                                                 |
| 2007/08                                                                                         | 34位                                                                                            | 34位                                                                                            | 0回                                                                                             | 0回                                                                                             | 0回                                                                                             | 最高順位11位                                                                                    |                                                                                                 |
| 2008/09                                                                                         | 15位                                                                                            | 13位                                                                                            | 20位                                                                                            | 0回                                                                                             | 0回                                                                                             | 1回                                                                                             |                                                                                                 |
| 2009/10                                                                                         | 17位                                                                                            | 11位                                                                                            | —                                                                                               | 0回                                                                                             | 1回                                                                                             | 0回                                                                                             |                                                                                                 |
| 2010/11                                                                                         | 25位                                                                                            | 31位                                                                                            | 31位                                                                                            | 0回                                                                                             | 0回                                                                                             | 0回                                                                                             | 最高順位5位                                                                                     |
| 2011/12                                                                                         | 51位                                                                                            | 33位                                                                                            | 45位                                                                                            | 0回                                                                                             | 0回                                                                                             | 0回                                                                                             | 最高順位15位                                                                                    |
| 2012/13                                                                                         | 24位                                                                                            | 42位                                                                                            | 17位                                                                                            | 0回                                                                                             | 0回                                                                                             | 0回                                                                                             | 最高順位4位                                                                                     |
| 2013/14                                                                                         | 5位                                                                                             | 5位                                                                                             | 2位                                                                                             | 1回                                                                                             | 0回                                                                                             | 5回                                                                                             |                                                                                                 |
| 2014/15                                                                                         | 6位                                                                                             | 4位                                                                                             | 4位                                                                                             | 1回                                                                                             | 2回                                                                                             | 3回                                                                                             |                                                                                                 |
| 2015/16                                                                                         | 8位                                                                                             | 7位                                                                                             | 5位                                                                                             | 0回                                                                                             | 0回                                                                                             | 5回                                                                                             |                                                                                                 |
| 2016/17                                                                                         | 15位                                                                                            | 29位                                                                                            | 4位                                                                                             | 0回                                                                                             | 1回                                                                                             | 1回                                                                                             |                                                                                                 |
| 2017/18                                                                                         | 26位                                                                                            | 40位                                                                                            | 9位                                                                                             | 0回                                                                                             | 0回                                                                                             | 0回                                                                                             | 最高順位5位                                                                                     |
| 2018/19                                                                                         | 37位                                                                                            | 42位                                                                                            | 26位                                                                                            | 0回                                                                                             | 0回                                                                                             | 0回                                                                                             | 最高順位7位                                                                                     |
| 2019/20                                                                                         | —                                                                                               | —                                                                                               | —                                                                                               | 0回                                                                                             | 0回                                                                                             | 0回                                                                                             | 最高順位33位                                                                                    |
| 2023/24                                                                                         | 58位                                                                                            | —                                                                                               | 38位                                                                                            | 0回                                                                                             | 0回                                                                                             | 0回                                                                                             | 最高順位27位                                                                                    |
| 2024/25                                                                                         | —                                                                                               | —                                                                                               | —                                                                                               | 0回                                                                                             | 0回                                                                                             | 0回                                                                                             | 最高順位45位                                                                                    |
| 合計                                                                                            |                                                                                                 |                                                                                                 |                                                                                                 | 17回                                                                                            | 13回                                                                                            | 33回                                                                                            |                                                                                                 |

##### 優勝大会
| 個人優勝大会（NH：ノーマルヒル、LH：ラージヒル、FH：フライングヒル） | 個人優勝大会（NH：ノーマルヒル、LH：ラージヒル、FH：フライングヒル） | 個人優勝大会（NH：ノーマルヒル、LH：ラージヒル、FH：フライングヒル） | 個人優勝大会（NH：ノーマルヒル、LH：ラージヒル、FH：フライングヒル） | 個人優勝大会（NH：ノーマルヒル、LH：ラージヒル、FH：フライングヒル） | 個人優勝大会（NH：ノーマルヒル、LH：ラージヒル、FH：フライングヒル） |
| 回数                                                                 | シーズン                                                             | 月日                                                                 | 開催地                                                               | 種目                                                                 | 備考                                                                 |
| -------------------------------------------------------------------- | -------------------------------------------------------------------- | -------------------------------------------------------------------- | -------------------------------------------------------------------- | -------------------------------------------------------------------- | -------------------------------------------------------------------- |
| 1                                                                    | 1991/92                                                              | 3月22日                                                              | ハラホフ                                                             | FH                                                                   | 兼スキーフライング世界選手権 日本人男子最年少優勝（当時）19歳290日   |
| 2                                                                    | 1992/93                                                              | 1月1日                                                               | ガルミッシュ＝パルテンキルヒェン                                     | LH                                                                   | 兼スキージャンプ週間                                                 |
| 3                                                                    | 1992/93                                                              | 1月23日                                                              | プレダッツォ                                                         | LH                                                                   |                                                                      |
| 4                                                                    | 1992/93                                                              | 3月6日                                                               | ラハティ                                                             | NH                                                                   | 兼ラハティスキーゲームズ                                             |
| 5                                                                    | 1993/94                                                              | 1月9日                                                               | ムーラウ                                                             | LH                                                                   |                                                                      |
| 6                                                                    | 1997/98                                                              | 3月22日                                                              | プラニツァ                                                           | LH                                                                   |                                                                      |
| 7                                                                    | 1998/99                                                              | 1月3日                                                               | インスブルック                                                       | LH                                                                   | 兼スキージャンプ週間                                                 |
| 8                                                                    | 1998/99                                                              | 1月29日                                                              | ヴィリンゲン                                                         | LH                                                                   |                                                                      |
| 9                                                                    | 1998/99                                                              | 1月31日                                                              | ヴィリンゲン                                                         | LH                                                                   |                                                                      |
| 10                                                                   | 1998/99                                                              | 3月9日                                                               | トロンハイム                                                         | LH                                                                   |                                                                      |
| 11                                                                   | 1998/99                                                              | 3月14日                                                              | オスロ                                                               | LH                                                                   | 兼ホルメンコーレン大会                                               |
| 12                                                                   | 1998/99                                                              | 3月21日                                                              | プラニツァ                                                           | FH                                                                   |                                                                      |
| 13                                                                   | 2000/01                                                              | 1月1日                                                               | ガルミッシュ＝パルテンキルヒェン                                     | LH                                                                   | 兼スキージャンプ週間                                                 |
| 14                                                                   | 2002/03                                                              | 2月9日                                                               | ヴィリンゲン                                                         | LH                                                                   |                                                                      |
| 15                                                                   | 2003/04                                                              | 2月28日                                                              | パークシティ                                                         | LH                                                                   | 最年長優勝（当時）31歳267日                                          |
| 16                                                                   | 2013/14                                                              | 1月14日                                                              | バート・ミッテルンドルフ                                             | FH                                                                   | 最年長優勝（当時）41歳219日                                          |
| 17                                                                   | 2014/15                                                              | 11月29日                                                             | ルカ                                                                 | LH                                                                   | 最年長優勝 42歳176日                                                 |

| 団体優勝大会（NH：ノーマルヒル、LH：ラージヒル、FH：フライングヒル） | 団体優勝大会（NH：ノーマルヒル、LH：ラージヒル、FH：フライングヒル） | 団体優勝大会（NH：ノーマルヒル、LH：ラージヒル、FH：フライングヒル） | 団体優勝大会（NH：ノーマルヒル、LH：ラージヒル、FH：フライングヒル） | 団体優勝大会（NH：ノーマルヒル、LH：ラージヒル、FH：フライングヒル） | 団体優勝大会（NH：ノーマルヒル、LH：ラージヒル、FH：フライングヒル） |
| 回数                                                                 | シーズン                                                             | 月日                                                                 | 開催地                                                               | 種目                                                                 | メンバー                                                             |
| -------------------------------------------------------------------- | -------------------------------------------------------------------- | -------------------------------------------------------------------- | -------------------------------------------------------------------- | -------------------------------------------------------------------- | -------------------------------------------------------------------- |
| 1                                                                    | 1992/93                                                              | 3月27日                                                              | プラニツァ                                                           | LH                                                                   | 原田雅彦 葛西紀明 岡部孝信 安崎直幹                                  |
| 2                                                                    | 1998/99                                                              | 1月30日                                                              | ヴィリンゲン                                                         | LH                                                                   | 船木和喜 葛西紀明 宮平秀治 吉岡和也                                  |
| 3                                                                    | 2000/01                                                              | 1月19日                                                              | パークシティ                                                         | LH                                                                   | 船木和喜 吉岡和也 原田雅彦 葛西紀明                                  |

### 国内大会
- 日本国内での主な優勝
  - 1987年1月17日 第19回北海道中学校スキー大会
  - 1987年3月15日 第21回雪印杯全日本ジャンプ旭川大会ジュニアの部
  - 1987年3月29日 第6回全国ジュニアオリンピックスキー競技大会
  - 1988年1月10日 第29回雪印杯全日本ジャンプ大会ジュニアの部
  - 1988年1月17日 第20回北海道中学校スキー大会
  - 1988年3月19日 第22回雪印杯全日本ジャンプ旭川大会ジュニアの部
  - 1989年1月15日 第28回STVカップ国際スキージャンプ競技大会
  - 1989年1月29日 第30回NHK杯ジャンプ大会少年の部
  - 1989年2月5日 第1回UHB杯ジャンプ大会少年の部
  - 1990年1月18日 第42回北海道高校スキー大会
  - 1990年1月24日 第45回北海道スキー選手権大会少年の部
  - 1990年2月3日 第2回UHB杯ジャンプ大会少年の部
  - 1990年2月4日 第1回TVh杯ジャンプ大会少年の部
  - 1991年1月22日 第47回北海道スキー選手権大会少年の部
  - 1991年2月2日 第2回TVh杯ジャンプ大会少年の部
  - 1991年2月24日 第62回宮様スキー大会国際競技会（ラージヒル）少年の部
  - 1991年2月25日 第62回宮様スキー大会国際競技会（ノーマルヒル）少年の部
  - 1991年12月8日 第7回吉田杯ジャンプ大会兼第22回名寄ピヤシリジャンプ大会
  - 1994年1月29日 第21回HTBカップ国際スキージャンプ競技大会
  - 1994年1月30日 第35回NHK杯ジャンプ大会兼第72回全日本スキー選手権大会（ラージヒル）
  - 1994年2月5日 第6回UHB杯ジャンプ大会
  - 1994年2月6日 第5回TVh杯ジャンプ大会
  - 1995年12月16日 第26回名寄ピヤシリジャンプ大会
  - 1995年12月17日 第11回吉田杯ジャンプ大会
  - 1996年1月14日 第23回HTBカップ国際スキージャンプ競技大会兼1996FISコンチネンタルカップジャンプ大会
  - 1999年2月13日 第77回全日本スキー選手権大会（ノーマルヒル）兼第4回NBS杯白馬ジャンプ大会
  - 2000年1月14日 第28回札幌オリンピック記念国際スキージャンプ競技大会兼FISコンチネンタルカップジャンプ大会
  - 2000年12月17日 第16回吉田杯ジャンプ大会
  - 2003年3月28日 第4回伊藤杯シーズンファイナル大倉山ナイタージャンプ大会
  - 2004年7月17日 第22回札幌市長杯宮の森サマージャンプ大会
  - 2004年1月10日 第31回HTBカップ国際スキージャンプ競技大会
  - 2004年1月11日 第43回STVカップ国際スキージャンプ競技大会
  - 2004年1月13日 第46回HBCカップジャンプ競技会
  - 2004年3月19日 第28回伊藤杯 宮の森ナイタージャンプ大会
  - 2007年1月21日 第19回UHB杯ジャンプ大会
  - 2008年1月19日 第20回UHB杯ジャンプ大会
  - 2009年1月18日 第20回TVh杯ジャンプ大会
  - 2010年1月9日 第37回HTBカップ国際スキージャンプ競技大会
  - 2010年1月10日 第49回STVカップ国際スキージャンプ競技大会
  - 2010年1月31日 第88回全日本選手権ラージヒル兼第51回NHK杯ジャンプ大会
  - 2010年1月24日 第22回UHB杯ジャンプ大会
  - 2011年1月9日 第50回STVカップ国際スキージャンプ競技大会
  - 2012年1月15日 第23回TVh杯ジャンプ大会
  - 2013年1月13日 第52回STVカップ国際スキージャンプ競技大会
  - 2014年1月18日 第41回HTBカップ国際スキージャンプ競技大会
  - 2016年1月9日 第57回雪印メグミルク杯全日本ジャンプ大会
  - 2016年1月10日 第27回TVh杯ジャンプ大会
  - 2016年7月31日 第14回名寄サンピラー国体記念サマージャンプ大会
  - 2017年8月4日 第35回札幌市長杯宮の森サマージャンプ大会
  - 2017年8月6日 大倉山チャレンジカップ2017サマージャンプ大会
  - 2017年11月5日 第96回全日本選手権ラージヒル兼第59回NHK杯ジャンプ大会
  - 2022年1月30日 第63回雪印杯全日本ジャンプ大会
  - 2024年2月3日 第35回TVh杯ジャンプ大会
  - 2024年2月22日 第78回国民スポーツ大会
  - 2025年2月1日 第36回TVh杯ジャンプ大会
  - 2025年2月9日 第66回雪印杯全日本ジャンプ大会

## 受賞歴
- 下川町町民栄誉賞（2001年）
- JOCスポーツ賞 特別功労賞（2013年）
- 日本メガネベストドレッサー賞 スポーツ界部門（2014年10月）
- アンチエイジング大賞2014 特別賞（2014年11月）[71]
- 第64回日本スポーツ賞 オリンピック特別賞（2015年1月）
- ホルメンコーレン・メダル（2016年2月）
- 第18回ビートたけしのエンタテインメント賞 功労賞（2018年1月）

## 出演

### テレビ
- 2022年北京オリンピック（2022年、フジテレビ） - コメンテーター

### CM
- 土屋ホーム
- 政府広報 ゆう活「ゆう活ジャンプ篇」（2015年）
- 日本生命保険「Play,Support. 葛西紀明選手・母の言葉篇」（2017年）
- アデランス フリーダム「葛西紀明チャレンジ篇」（2021年）
- 日産自動車 エクストレイル「葛西紀明 meets NISSAN X-TRAIL e-4ORCE篇」（2024年）

## 関連情報

### 単著
- 『家族で獲った銀メダル』光文社、2014年7月。ISBN 978-4334977863。
- 『夢は、努力でかなえる。』実業之日本社、2014年10月。ISBN 978-4408215297。
- 『葛西紀明のレジェンド・ストレッチ: 下半身を柔らかくすれば10歳若返る』小学館、2017年3月。ISBN 978-4091042194。
- 『向かい風がいちばんいい』河出書房新社、2017年12月。ISBN 978-4309279060。
- 『４０歳を過ぎて最高の成果を出せる「疲れない体」と「折れない心」のつくり方』東洋経済新報社、2017年12月。ISBN 978-4492046210。

### 関連書籍
- 折山淑美『日本ジャンプ陣 栄光への挑戦!』世界文化社、2013年11月。ISBN 978-4418132485。
- 岡崎敏『不屈の翼』日刊スポーツ出版社、2014年2月。ISBN 978-4817203175。
- 城島充『レジェンド! 葛西紀明選手と下川ジャンプ少年団ものがたり』講談社、2014年10月。ISBN 978-4062870092。
- 佐々木敏『葛西紀明 40歳を過ぎても衰えない人の秘密』詩想社、2015年3月。ISBN 978-4434202544。

### 関連映像
- 『プロフェッショナル 仕事の流儀 スキージャンプ日本代表 葛西紀明の仕事 伝説の翼、まだ見ぬ空へ』（DVD、2016年9月）
- 『ヒノマルソウル〜舞台裏の英雄たち〜』（映画、2021年5月公開、演：落合モトキ）